# Отслеживание банкнот

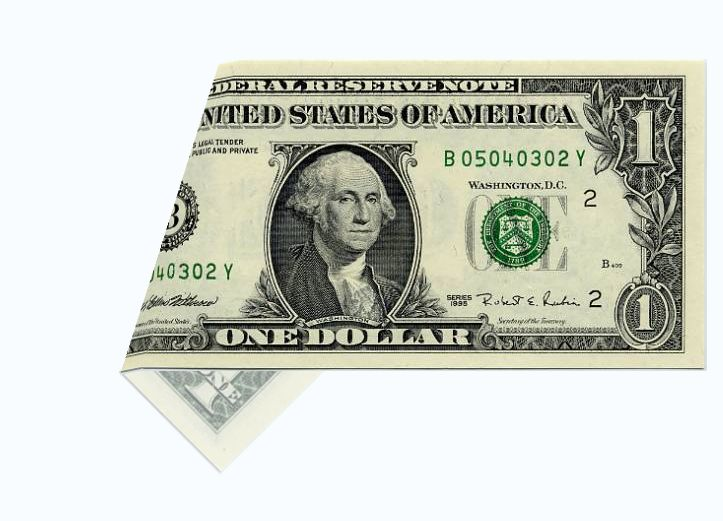
По номеру банкноты можно отслеживать её движение по миру

Отслеживание денежных банкнот — процесс слежения за передвижением банкнот.
Способы:
- при помощи метки, нанесённой на банкноту,
- при помощи серии и номера банкноты.

## Любительский метод
Банкноты могут быть индексированы среди пользователей веб-сайта (одним из наиболее известных таких сайтов является американский Where’s George?). Пользователь может зарегистрировать банкноту, введя её серию и номер, и если банкнота была ранее зарегистрирована, тогда веб-сайт демонстрирует все перемещения банкноты с помощью электронных карт.
Некоторые банкноты помечают электронным адресом веб-сайта, перед тем как их отправить в путешествие (оплатить товар или услугу). Однако в ряде стран, в том числе и в России, пометка банкнот неприемлема. Это обычно обусловлено правилами по определению ветхости банкнот в стране, выпустившей банкноту.

## Автоматизированные методы

### Распознавание номеров счётными машинами
При пересчёте банкнот производится считывание номеров и номинала и занесение в базу данных.

### ВстраиваниеRFIDметок
В 2003 году Hitachi объявила о переговорах с центральным банком Европы о встраивании их mu-чипа в банкноты (по некоторым источникам 200 и 500 евро). Предполагается, что такая мера усилит защищённость банкнот и позволит бороться с легализацией доходов, полученных преступным путём. С другой стороны, существует опасность ущемления свобод граждан, слежки за ними. Преступники смогут дистанционно определить местонахождение и содержание кошелька жертвы.
Существует мнение, что RFID чипы уже встраиваются в банкноты Евро даже небольшого номинала. В качестве доказательства банкноты клали в микроволновку на несколько секунд, и чипы в них выгорали с видимыми повреждениями банкнот.